# Carpinus fargesiana
Carpinus fargesiana là một loài thực vật có hoa trong họ Betulaceae. Loài này được H.J.P.Winkl. mô tả khoa học đầu tiên năm 1914.